# Rudolf Imhof
Rudolf Imhof (* 18. Juni 1940 in Zwingen; † 6. Oktober 2014) war ein Schweizer Manager und Politiker (CVP). Er war Direktor des Kräuterbonbon-Herstellers Ricola und gehörte von 1995 bis 2003 dem Nationalrat an.

## Biografie

### Beruf
Nach der Primarschule in Zwingen und der Sekundarschule in Laufen begann Imhof 1956 eine Berufslehre als Confiseur bei der damaligen Richterich & Co. AG (heute Ricola). Drei Jahre später bestand er die Lehrabschlussprüfung als erster Fabrikconfiseur der Schweiz. Nachdem er seine Kenntnisse bei der Arni AG in Lyss erweitert hatte, kehrte er zu Ricola zurück und blieb sein ganzes Berufsleben lang mit diesem Unternehmen verbunden. Zusammen mit dem Gründer Erich Richterich und dessen Sohn Hans Peter Richterich war er an der Entwicklung neuer Produktionsmaschinen, Verfahren und Rezepturen beteiligt; als Produktionsleiter und Mitglied der Geschäftsleitung war er für die rasche Expansion des Unternehmens mitverantwortlich. Mit der Zeit übernahm er zusätzliche Aufgaben in den Bereichen Marketing, Werbung und Personalführung. 1992 wurde Imhof vom Verwaltungsrat zum Direktor ernannt und war vom selben Jahr an auch Geschäftsführer des Süsswarenproduzenten Disch AG in Othmarsingen, der kurz zuvor von Ricola übernommen worden war. Darüber hinaus baute er den Ricola-Zweigbetrieb in Brunstatt bei Mulhouse auf.
Ende 1999 trat Imhof als Direktor und Geschäftsleitungsmitglied zurück, um sich ganz seiner politischen Tätigkeit zu widmen. Er blieb aber über seine Pensionierung hinaus bis 2013 Verwaltungsratsmitglied der Disch AG. Daneben war er auch Bankrat der Schweizerischen Nationalbank und Mitglied des Rotary-Clubs.

### Politik
Seine politische Karriere begann Imhof 1972 mit der Wahl in den Gemeinderat von Laufen, von 1976 bis 1980 amtierte er als Stadtpräsident. Er engagierte sich sehr für den Kantonswechsel des Laufentals und gehörte dem Komitee «Ja zur besten Lösung» als Co-Präsident an. Für dr Laufetaler, die Zeitung der separatistischen Laufentaler Bewegung, schrieb er zahlreiche Artikel, ebenso wirkte er im Koordinationsausschuss Laufental 91 mit. Von 1985 bis 1994 war er Mitglied des Bezirksrates Laufental, ab 1986 dessen Präsident. Von 1988 bis 1994 präsidierte er die Laufentaler Verhandlungsdelegation, die mit den Behörden des Kantons Basel-Landschaft Ergänzungen zum Laufentalvertrag aushandelte und den reibungslosen Übergang der Bezirksverwaltung in die Wege leitete.
1995 kandidierte Imhof mit Erfolg bei den Nationalratswahlen und wurde als erster Laufentaler Vertreter des Baselbiets gewählt. Während seiner acht Jahre dauernden parlamentarischen Tätigkeit gehörte er der Geschäftsprüfungskommission des Nationalrats an, die er in den Jahren 1999 bis 2001 präsidierte. Er setzte sich für die internationale Abrüstung von Chemiewaffen ein und vertrat Anliegen von Wirtschaft und Gewerbe.

### Privates
Imhof war verheiratet und hatte drei Kinder. Sein Sohn Alex war von 1984 bis 1990 Präsident der separatistischen Jungen Kraft Laufental und von 2012 bis 2020 ebenfalls Stadtpräsident von Laufen.